# Sieb Dijkstra
Sybrandus (‘Sieb’) Johamnes Andreas Dijkstra (ur. 20 października 1966 w Kerkrade) – holenderski piłkarz, występujący na pozycji bramkarza. Karierę zakończył w 2002 roku.

## Kariera
Dijkstra karierę rozpoczynał w Rodzie JC, z której był dwukrotnie wypożyczany. Najpierw do AZ Alkmaar, a później do belgijskiego KSC Hasselt. W 1991 roku przeszedł do szkockiego Motherwell, gdzie spędził następne trzy lata. Potem za 250 tysięcy funtów został sprzedany do angielskiego Queens Park Rangers. W ciągu dwóch lat rozegrał tam 11 spotkań. Po wypożyczeniach do innych angielskich klubów, postanowił powrócić do Szkocji. Odszedł do Dundee United, za 50 tysięcy funtów. W tym klubie odniósł swój jedyny sukces, jakim było dotarcie do finału Pucharu Ligi Szkockiej. W 1999 roku, po wygaśnięciu jego kontraktu powrócił do Holandii. Rozpoczął grę dla amatorskiego VV Sittard, ale krótko potem przeszedł do RBC Roosendaal, w którego barwach rozegrał 34 spotkania. Karierę zakończył w niemieckiej Verbandslidze (6 liga), w drużynie Germania Teveren.